# Het gouden ei
Het gouden ei is een korte thrillerroman van de Nederlandse schrijver Tim Krabbé. Het boek werd in 1984 uitgegeven, en is een favoriet op de leeslijsten van middelbare scholieren. Onderzoek naar leeslijsten laat zelfs zien dat de novelle het meest gelezen boek in de bovenbouw havo/vwo is. Het is ook verschenen als Bulkboek en als Grote Lijster.

## Het verhaal
Rex Hofmans vriendin Saskia verdwijnt tijdens een vakantie op weg naar Dijon spoorloos bij een Frans benzinestation, terwijl ze met Rex een benzinestop maakt. Ze ging even het station in om wat te drinken te halen en kwam hierna niet meer terug. Niemand weet waar ze is.
Rex is er kapot van en gaat zelf op onderzoek uit. Hij moet denken aan nachtmerries die Saskia vaak had. Ze droomde dat ze in een gouden ei door het heelal zweefde, en slechts daaruit kon ontsnappen indien haar ei een tweede gouden ei zou ontmoeten. Maar het heelal is zo groot.
Op een dag neemt Raymond Lemorne, een scheikundeleraar, contact met Rex op. Hij is bereid te praten, mits Rex bereid is hetzelfde als Saskia te ondergaan. De leraar haalt hem met de auto op en neemt hem mee naar het benzinestation waar hij Rex een slaapmiddel toedient. Terwijl ze wachten tot het middel begint te werken legt Lemorne aan Rex uit wat hij gedaan heeft. Hij vertelt dat hij vroeger een klein meisje van verdrinking had gered. Door deze ultieme goede daad vroeg hij zich af of hij ook tot het ultieme kwaad in staat was. Hierdoor raakte hij geobsedeerd door het plegen van de perfecte misdaad. Om dit te verwezenlijken heeft hij een willekeurig meisje, dat uiteindelijk Saskia bleek te zijn, meegelokt en met zelfgemaakte chloroform bedwelmd. Dan valt Rex in slaap en ondergaat dezelfde nachtmerrie als Saskia. Hij wordt wakker in een doodskist en raakt in paniek wanneer hij begrijpt dat hij, net als Saskia, levend begraven is.
Nadien is de verdwijning voorpaginanieuws in verschillende kranten, vooral vanwege de overeenkomst met de eerdere verdwijning. Niemand op aarde weet echter waar de twee zijn; ze lijken van de aardbol verdwenen.

## Prijzen
In 1993 won Het gouden ei de Diepzee-prijs.

## Verspreiding
Het boek is vertaald in het Duits, Engels, Frans, Italiaans, Pools, Zweeds, Deens, Noors en Japans. 
Uit onderzoek bleek dat Het gouden ei tot de meest gelezen boeken voor de boekenlijst van Nederlandse literatuur van het middelbaar onderwijs behoort.

## Bewerkingen
Het gouden ei is in 1988 door George Sluizer verfilmd onder de titel Spoorloos. In 1993 volgde een Engelstalige remake door dezelfde regisseur onder de titel The Vanishing. Die titel werd ook voor de Engelse vertaling van het boek gebruikt.
In seizoen 2011-2012 was in Nederlandse theaters een toneelbewerking van het verhaal te zien.